# Jumondō
Jumondō Co., Ltd. (株式会社寿門堂 Kabushiki-gaisha Jumondō?) es un estudio de animación japonés.

## Historia
Fue establecido en diciembre de 2009 en el Ōizumi-gakuenchō, distrito de Nerima, Tokio. Principalmente, se encarga de trabajos subcontratados como la animación intermedia, la revisión y corrección de animaciones, la captura de líneas y el procesamiento de imágenes. Además de la sede principal en Ōizumi, cuenta con los estudios Musashino Studio (Musashino, Tokio) y Fukuoka Studio (distrito de Hakata, Fukuoka, prefectura de Fukuoka), y tiene bases de producción en el extranjero (Seúl, Corea del Sur).
Es una de las pocas empresas en Japón que realiza trabajos de animación intermedia en el país, donde supervisores de animación, animadores intermedios, animadores, personal de acabado, inspectores de animación y de acabado, todos ellos japoneses, están involucrados. Actualmente, es un gran estudio nacional que asume una gran cantidad de trabajos de animación intermedia.
Participa en casi todas las producciones principales del estudio Doga Kobo, y a menudo está involucrado en la supervisión de animación, animación clave, segunda animación clave, inspección de animación, animación intermedia, especificación de color, acabado y captura de imágenes de dichas producciones. En algunas producciones donde Doga Kobo es el contratista principal, casi todo el trabajo de animación y acabado se realiza exclusivamente entre Doga Kobo y esta empresa, sin subcontratar a otros estudios.
En 2022, comenzó a producir de manera independiente como contratista principal con la serie de anime Kono Healer, Mendokusai.

## Trabajos

### Series de televisión
| Año  | Título                                                                 | Director(es)                | Fecha de primera transmisión | Fecha de última transmisión | Eps. | Notas                                                                                | Refs.                |
| ---- | ---------------------------------------------------------------------- | --------------------------- | ---------------------------- | --------------------------- | ---- | ------------------------------------------------------------------------------------ | -------------------- |
| 2022 | Kono Healer, Mendokusai                                                | Nobuaki Nakanishi           | 10 de abril de 2022          | 26 de junio de 2022         | 12   | Adaptación del manga escrito e ilustrado por Tannen ni Hakkō.                        | [ 5 ] [ 6 ] [ 7 ]    |
| 2023 | Potion-danomi de Ikinobimasu!                                          | Nobuaki Nakanishi           | 8 de octubre de 2023         | 24 de diciembre de 2023     | 12   | Adaptación de las novelas ligeras escritas por FUNA e ilustradas por Sukima.         | [ 8 ] [ 9 ] [ 10 ]   |
| 2024 | Akuyaku Reijō Level 99: Watashi wa Ura-Boss desu ga Maō de wa Arimasen | Minoru Yamaoka              | 9 de enero de 2024           | 26 de marzo de 2024         | 12   | Adaptación de las novelas ligeras escritas por Satori Tanabata e ilustradas por Tea. | [ 11 ] [ 12 ] [ 13 ] |
| 2025 | Utagoe wa Mille-Feuille                                                | Takuya Satō Kiyoto Nakajima | 17 de julio de 2025          | —                           | —    | Historia original.                                                                   | [ 14 ] [ 15 ] [ 16 ] |
| 2025 | Hime Kishi wa Barbaroi no Yome                                         | Takayuki Tanaka             | Octubre de 2025              | —                           | —    | Adaptación del manga escrito e ilustrado por Noriaki Kotoba.                         | [ 17 ] [ 18 ]        |

## Oficinas
- Sede central: 6-50-7 Higashi-Ōizumi, Nerima-ku, Tokio 178-0063 160-0023[1]
- Musashino Studio: 1-6-2 Yahata-cho, Musashino-shi, Tokio 180-0011[1]
- Fukuoka Studio: 4-3-9 Hakataeki Minami, Hakata-ku, Fukuoka-shi, Fukuoka 812-0016[1]